# Makarau (fleuve)
Le fleuve Makarau (en anglais : Makarau River) est un cours d’eau de la région d’Auckland dans l’Île du Nord de la Nouvelle-Zélande.

## Géographie
Le fleuve prend naissance à 10 km au nord de la ville de Kaukapakapa, s’écoulant vers l’ouest avant d’aborder par le sud le mouillage de  ‘Kaipara Harbour’.
La rivière Tahekeroa  est l’un de ses affluents .